# Ма Цзінь
Ма Цзінь  (кит.: 马 晋, 7 травня 1988, Чанчжоу, Цзянсу) — китайська бадмінтоністка, олімпійська медалістка.

## Виступи на Олімпіадах
| Олімпіада   | Дисципліна | Місце |
| ----------- | ---------- | ----- |
| Лондон 2012 | мікст      | 2     |
| Ріо 2016    | мікст      | 4     |

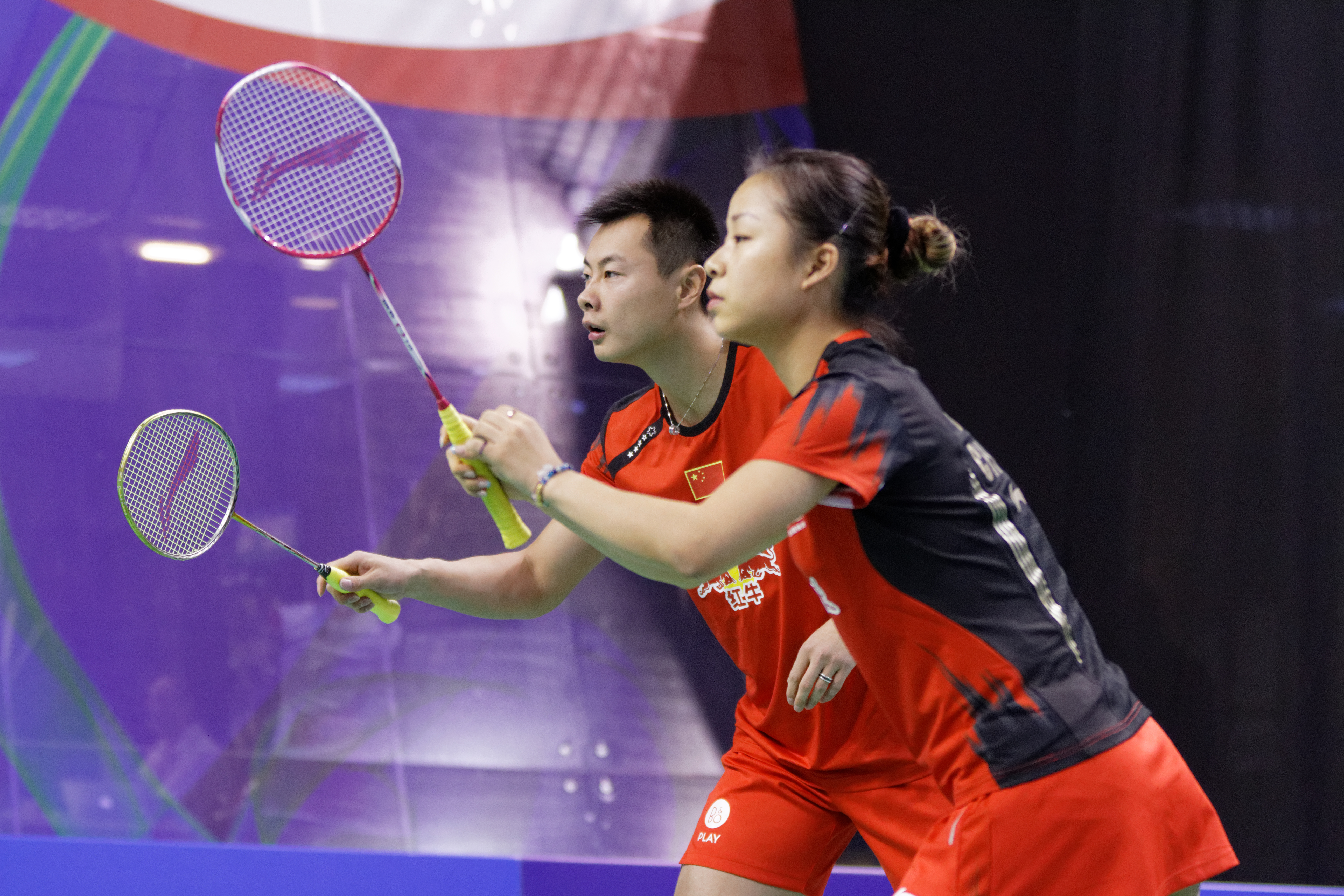
Сюй Чень і Ма Цзінь

На Олімпіадах виступала у парі із Сюй Ченєм.